# Родионов, Игорь Николаевич
И́горь Никола́евич Родио́нов (1 декабря 1936, село Куракино, Пензенская область — 19 декабря 2014, Москва) — государственный и военный деятель СССР, а впоследствии российский политик и общественный деятель, занимавшийся вопросами социальной защиты военнослужащих и членов их семей.
Министр обороны Российской Федерации (1996—1997), депутат Государственной думы России двух созывов (1999—2007).  В 2002—2007 годах — председатель Народно-патриотической партии России. Генерал армии (1996).

## Происхождение и начало военной карьеры
Родился 1 декабря 1936 года в селе Куракино Сердобского района (ныне — Пензенской области) в семье потомственных крестьян. Отец, Николай Иванович Родионов, после демобилизации в 1948 году перевёз семью в город Мукачево Закарпатской области УССР, на место расположения своего последнего места службы — местной горно-стрелковой дивизии. В результате длительного общения с военными сам Игорь уже в старших классах школы твёрдо решил стать офицером. В юности параллельно увлекался музыкой: учился в музыкальной школе по классу аккордеона, но не сумел закончить её, так как класс закрыли по идеологическим соображениям (в порядке борьбы с джазом как с «иностранщиной»).
Военное образование получил в Орловском ордена Ленина, Краснознамённом танковом училище имени М. В. Фрунзе в Ульяновске, где последовательно проходил службу курсантом (октябрь 1954 — май 1955), помощником командира взвода (май — ноябрь 1955), и наконец, старшиной курсантской роты училища (ноябрь 1955 — октябрь 1957).
В июне 1970 года с золотой медалью окончил Военную академию бронетанковых войск имени Маршала Советского Союза Р. Я. Малиновского. В 1978—1980 годах являлся слушателем Военной академии Генерального штаба Вооруженных сил имени К. Е. Ворошилова, которую окончил с отличием.
В 1956 году вступил в КПСС и оставался её членом вплоть до запрещения партии в августе 1991 года.

## Годы на военной службе
В Вооружённых силах с 1954 года. После окончания училища и присвоения офицерского звания направлен в ГДР для прохождения службы в ГСВГ. С октября по декабрь 1957 года находился в распоряжении Главнокомандующего Группы, с декабря 1957 по февраль 1958 года — командир танкового взвода танкового полка мотострелковой дивизии, с февраля 1958 года — командир танкового взвода, а с апреля 1963 по декабрь 1964 года занимал командную должность в той же танковой роте тяжёлого танкового полка 10-й танковой дивизии 4-й гвардейской танковой армии ГСВГ.
Для прохождения дальнейшей службы направлен в Московский военный округ (МВО): с декабря 1964 по май 1967 года — командир танковой роты тяжёлого танкового полка танковой дивизии армейского корпуса Московского военного округа, с мая по август 1967 года являлся заместителем командира танкового батальона танкового полка танковой дивизии армейского корпуса МВО.
В 1970 году в качестве заместителя командира полка был направлен в 24-ю мотострелковую Самаро-Ульяновскую, Бердичевскую Железную трижды Краснознаменную, орденов Суворова и Богдана Хмельницкого  дивизию, размещённую во Львовской области Украины. Через два года назначен командиром 274-го мотострелкового полка этой дивизии.
С 1974 года — заместитель командира 24-й мотострелковой дивизии. В 1975 году назначен командиром 17-й гвардейской мотострелковой дивизии Прикарпатского военного округа. В этом же году был возвращён в Железную дивизию в качестве её командира и оставался в этой должности до февраля 1978 года.
После окончания Военной академии Генерального штаба Вооружённых сил имени К. Е. Ворошилова был назначен командиром 28-го армейского корпуса Центральной группы войск в Чехословакии (1980—1983), командующим 5-й армией (общевойсковой) Дальневосточного военного округа (июнь 1983 — апрель 1985), затем командующим 40-й армией КТуркВО (Ограниченный контингент Советских войск в Афганистане, апрель 1985 — апрель 1986). В 1986 году назначен первым заместителем командующего войсками Московского военного округа (июль 1986 — март 1988), затем становится командующим войсками Закавказского военного округа — военным комендантом г. Тбилиси (апрель 1988 — август 1989). Как командующий округом руководил разгоном демонстрации в Тбилиси 9 апреля 1989 года, во время которого погибло 21 человек.
После произошедшего в Тбилиси: «В сентябре 1989 года я обратился к Язову с просьбой перевести меня из Закавказья в любой другой округ Советского Союза. Он мне сказал: „Нет, Горбачёв тебя вообще в армии видеть не желает. После Тбилиси Запад требует твоего наказания“. И меня тихо убрали на должность начальника Академии Генерального штаба, где я прослужил семь лет». С 31 июля 1989 до 1992 года занимал должность начальника Военной академии Генерального штаба Вооружённых сил имени К. Е. Ворошилова, а с 1992 по 1996 год — начальника Военной академии Генерального штаба Вооружённых сил Российской Федерации.
Генерал-майор (1977). Генерал-лейтенант (7 мая 1984). Генерал-полковник (октябрь 1988).

## Министр обороны
17 июля 1996 года назначен министром обороны Российской Федерации. Это назначение произошло по рекомендации секретаря Совета безопасности РФ генерала Александра Ивановича Лебедя. 5 октября 1996 года ему присвоено звание генерала армии. На должности министра обороны Российской Федерации И. Н. Родионов выступил против концепции военного строительства, разработанной Ю. М. Батуриным и А. А. Кокошиным, выступал против введения альтернативной службы. 11 декабря 1996 года указом Президента Российской Федерации И. Н. Родионов был уволен с военной службы в запас по достижении предельного возраста нахождения на военной службе, став «гражданским» министром обороны. 22 мая 1997 года Б. Н. Ельцин на заседании Совета обороны Российской Федерации уволил Родионова с должности, возложив на него ответственность за медленное продвижение военной реформы. По утверждению Родионова, истинная причина увольнения крылась в его попытке препятствовать ослаблению и развалу ВС России, не встретившей понимания в Правительстве Российской Федерации.

## Общественная и политическая деятельность
С мая 1994 года Родионов являлся президентом, затем Председателем Совета Межрегиональной общественной организации ветеранов Вооруженных сил "Клуб "ЖЕЛЕЗНАЯ ДИВИЗИЯ“. В октябре 1995 года был избран членом Совета общественного движения «Честь и Родина».
На парламентских выборах в декабре 1995 года баллотировался в депутаты Государственной думы второго созыва от Конгресса русских общин, избран не был.
После увольнения из ВС в августе 1997 года вошёл в оргкомитет «Движения поддержки армии, оборонной промышленности и военной науки» (ДПА), созданный по инициативе Льва Рохлина. К концу года отошёл от деятельности ДПА.
С декабря 1998 года — председатель Центрального комитета профсоюза военнослужащих России.
По мнению И. Н. Родионова,
Империя зла — это США, мировая олигархия и мировое масонство. Структуры, которые создают условия для собственного выживания за счёт других народов. А мировой терроризм — выдумка США, которым после распада СССР нужен был новый враг.
19 декабря 1999 года по списку избирательного блока «ЗА ПОБЕДУ» (КПРФ) от Движения в поддержку армии входящего в блок был избран депутатом Государственной думы третьего созыва. С 26 января по 5 апреля 2000 года — член Комитета Государственной думы по труду, социальной политике и делам ветеранов, затем — член Комитета Государственной думы по делам ветеранов, член фракции КПРФ.
23 февраля 2002 года избран председателем Народно-патриотической партии России (НППР), партия официальной регистрации в минюсте не имела, что позволило войти в члены избирательного блока партии Родина
7 декабря 2003 года по спискам избирательного блока «Родина» избран депутатом Государственной думы четвёртого созыва, член Комитета Государственной думы по безопасности. После преобразования блока в одноимённую партию стал её членом.

Надгробный памятник на могиле Родионова Игоря Николаевича на Федеральном военном мемориальном кладбище.

10 марта 2005 года вошёл в т. наз. «народное правительство России» коалиции «Патриоты России», которую возглавлял депутат Госдумы Геннадий Семигин.
В 2006 году в состав «Родины» вступили 2 другие партии и она получила новое название «Справедливая Россия».
Автор ряда статей, посвящённых проблемам военной безопасности, строительству Вооружённых сил и военной реформе.
Скончался 19 декабря 2014 года после продолжительной болезни. 22 декабря похоронен с воинскими почестями на Федеральном военном мемориальном кладбище.

## Награды
- Орден Красного Знамени,
- Орден Красной Звезды,
- Орден «За службу Родине в Вооруженных Силах СССР» II и III степеней,
- медали СССР и РФ,
- Орден Красного Знамени (Афганистан),
- Медаль «В память 10-летия вывода советских войск из Афганистана» (13 февраля 2003, Белоруссия) — за большой личный вклад в развитие и укрепление взаимодействия движений ветеранов войны в Афганистане Республики Беларусь и Российской Федерации[10][11].
- Почётная грамота Правительства Российской Федерации (28 ноября 1996) — за заслуги в области укрепления обороны страны и многолетнюю добросовестную службу в Вооруженных Силах

## Семья и личная жизнь
- Супруга — Родионова (Наумец) Людмила Ивановна
- Сын Сергей (род. 1962) — подполковник запаса морской пехоты, участник боевых действий.

Среди увлечений — литература (сочинения М. А. Шолохова, К. М. Симонова и А. И. Куприна), музыка (преимущественно джазовая), плавание, стрельба из всех видов боевого оружия, рыбная ловля.